# Jarosław Kurzawa
Jarosław Kurzawa (ur. 26 czerwca 1956 w Świdnicy) – polski polityk, samorządowiec, przewodniczący Sejmiku Województwa Dolnośląskiego w latach 2001–2004, menedżer, poseł na Sejm II kadencji.

## Życiorys
W 1980 ukończył studia na Wydziale Zootechnicznym Akademii Rolniczej we Wrocławiu. W tym samym roku wstąpił do Zjednoczonego Stronnictwa Ludowego. Pracował w rolnictwie, zajmował stanowisko prezesa zarządu w rolniczej spółdzielni produkcyjnej. Od 1984 był radnym gminnej rady narodowej w Świdnicy, a od 1990 radnym sejmiku samorządowego województwa wałbrzyskiego. Był posłem II kadencji wybranym z listy Polskiego Stronnictwa Ludowego w okręgu wałbrzyskim (1993–1997).
Po 1997 pracował w działalności ubezpieczeniowej, reklamowej i w marketingu. Od 2002 do 2003 był doradcą ministra rolnictwa. W 2007 zajął się prowadzeniem własnej działalności w zakresie doradztwa gospodarczego.
W latach 1998–2006 pełnił funkcję radnego sejmiku dolnośląskiego, był przewodniczącym sejmiku w I i II kadencji (w okresie 2001–2004). W 2006 nie został ponownie wybrany. Zasiadał we władzach krajowych PSL, w latach 1997–2001 pełnił funkcję wiceprezesa Naczelnego Komitetu Wykonawczego PSL. Od 2004 do 2007 działał w Socjaldemokracji Polskiej.
W wyborach parlamentarnych w 2001 bez powodzenia kandydował do Sejmu z listy PSL, a w przedterminowych wyborach w 2007 z listy koalicji Lewica i Demokraci. Później powrócił do PSL i z jego ramienia startował na prezydenta Świdnicy w wyborach samorządowych w 2010 oraz na posła w wyborach parlamentarnych w 2011.

## Odznaczenia
- Krzyż Kawalerski Orderu Odrodzenia Polski (1999)[1]
- Honorowa Odznaka „Zasłużony dla Rzemiosła” (1997)
- Jubileuszowy Medal Uniwersytetu Wrocławskiego (2003)
- Złota Odznaka Honorowa Zasłużony dla Województwa Dolnośląskiego (2015)[2]